# Charles King (aktor)
Charles Lafayette „Blackie” King Jr. (ur. 21 lutego 1895 w Hillsboro w stanie Teksas, zm. 7 maja 1957 w Los Angeles) – amerykański aktor filmowy. W latach 1915–1953 wystąpił w ponad 400 filmach. Zmarł w wieku 62 lat na marskość wątroby.

## Wybrana filmografia
- 1915: Narodziny narodu
- 1936: The Law Rides
- 1937: The Trusted Outlaw
- 1940: Billy the Kid in Texas
- 1941: Billy the Kid Wanted
- 1943: The Kid Rides Again
- 1943: Devil Riders
- 1944: Fuzzy Settles Down
- 1945: Gangster's Den
- 1945: Shadows of Death
- 1946: Ghost Of Hidden Valley